# Drew Shore
Drew Shore, född 29 januari 1991, är en amerikansk före detta professionell ishockeyspelare. Han har tidigare spelat på NHL-nivå för Florida Panthers och på lägre nivåër för San Antonio Rampage i AHL och Denver Pioneers (University of Denver) i National Collegiate Athletic Association (NCAA).
Han draftades i andra rundan i 2009 års draft av Florida Panthers som 44:e spelare totalt.
Den 9 januari 2015 blev han bortbytt till Flames mot centern Corban Knight.
Han är bror till ishockeyspelaren Nick Shore som tillhör NHL-organisationen Los Angeles Kings och spelar för deras primära samarbetspartner Manchester Monarchs i AHL.

## Statistik
| 2006–2007   | Detroit Honeybaked U16 | T1EHL U16   | 31  | 9  | 25 | 34  | 20  | — | — | — | — | — |
| 2007–2008   | U.S. National U17 Team |             | 16  | 4  | 8  | 12  | 6   | — | — | — | — | — |
|             | U.S. National U18 Team | NAHL        | 35  | 9  | 16 | 25  | 12  | 3 | 0 | 1 | 1 | 0 |
| 2008–2009   | U.S. National U18 Team |             | 47  | 10 | 25 | 35  | 30  | — | — | — | — | — |
|             | U.S. National U18 Team | NAHL        | 15  | 7  | 7  | 14  | 16  | — | — | — | — | — |
| 2009–2010   | Denver Pioneers        | NCAA        | 41  | 5  | 14 | 19  | 18  | — | — | — | — | — |
| 2010–2011   | Denver Pioneers        | NCAA        | 40  | 23 | 23 | 46  | 38  | — | — | — | — | — |
| 2011–2012   | Denver Pioneers        | NCAA        | 42  | 22 | 31 | 53  | 45  | — | — | — | — | — |
|             | San Antonio Rampage    | AHL         | 8   | 1  | 2  | 3   | 4   | 9 | 2 | 0 | 2 | 2 |
| 2012–2013   | Florida Panthers       | NHL         | 43  | 3  | 10 | 13  | 14  | — | — | — | — | — |
|             | San Antonio Rampage    | AHL         | 41  | 10 | 20 | 30  | 18  | — | — | — | — | — |
| 2013–2014   | Florida Panthers       | NHL         | 24  | 5  | 2  | 7   | 8   | — | — | — | — | — |
|             | San Antonio Rampage    | AHL         | 50  | 6  | 26 | 32  | 25  | — | — | — | — | — |
| 2014–2015   | San Antonio Rampage    | AHL         | 35  | 9  | 21 | 30  | 16  | — | — | — | — | — |
| NHL totalt  | NHL totalt             | NHL totalt  | 67  | 8  | 12 | 20  | 22  | — | — | — | — | — |
| AHL totalt  | AHL totalt             | AHL totalt  | 134 | 26 | 69 | 95  | 63  | 9 | 2 | 0 | 2 | 2 |
| NCAA totalt | NCAA totalt            | NCAA totalt | 123 | 50 | 68 | 118 | 101 | — | — | — | — | — |
| NAHL totalt | NAHL totalt            | NAHL totalt | 50  | 16 | 23 | 39  | 28  | 3 | 0 | 1 | 1 | 0 |